# Ruth Weiss
Ruth F. Weiss (chiń. 魏璐诗; pinyin Wèi Lùshī; ur. 11 grudnia 1908 w Wiedniu, zm. 6 marca 2006 w Pekinie) – dziennikarka chińska pochodzenia austriackiego.
Urodzona w rodzinie żydowskiej, ukończyła na Uniwersytecie Wiedeńskim studia z filologii niemieckiej i angielskiej. W 1933 w obliczu zagrożenia faszystowskiego wyjechała z Europy i osiadła w Szanghaju, stanowiącego w latach 30. ważny ośrodek emigracji europejskiej (obok osób pochodzenia żydowskiego przebywali tam także m.in. uczestnicy hiszpańskiej wojny domowej). Weiss pracowała w Szanghaju jako dziennikarka, potem nauczycielka miejscowej szkoły żydowskiej, prowadziła także zajęcia na jednym z uniwersytetów. W 1944 została asystentką radcy ambasady kanadyjskiej, rok później przeszła do pracy w instytucjach prasowych Organizacji Narodów Zjednoczonych.
Przebywała w Chinach w okresie proklamowania Chińskiej Republiki Ludowej. W latach 1952–1965 pracowała w wydawnictwie zajmującym się literaturą obcojęzyczną, od 1965 była związana z redakcją pisma „China im Bild”. W 1955 wraz z grupą około 100 obcokrajowców, pracujących od dłuższego czasu w Chinach (dziennikarzy, nauczycieli, lekarzy), otrzymała obywatelstwo chińskie. W 1983 została powołana w skład Ludowej Politycznej Konferencji Konsultatywnej Chin, organu doradczego władz państwowych. Obok Ruth Weiss spośród obcokrajowców z nadanym obywatelstwem, nazwanych przez Mao Zedonga „przyjaciółmi Chin”, w składzie Konferencji Konsultatywnej znalazł się m.in. urodzony na polskich ziemiach Israel Epstein.
Opublikowała m.in. kilka przewodników o Chinach w języku niemieckim (Die Peking-Oper, 1958; Das kleine China-Handbuch, 1958; Die Briefmarken der Volksrepublik China, 1958) oraz wspomnienia Am Rande der Geschichte – Mein Leben in China (1999).